# LF+Rモーニング YOUNG LIVE JAPAN
LF+Rモーニング YOUNG LIVE JAPAN（エルエフアールモーニング ヤングライフジャパン）はBSフジとフジテレビ739にて2000年12月にBSデジタル放送が開始されたと同時に始まった番組。放送時間は月〜金の6:30〜7:55（再放送16:30〜17:55）。当時東京都港区台場にあったニッポン放送第3スタジオから生放送されていた。制作はニッポン放送事業開発局とBSフジ。この番組は後に一部出演者の変更から『ヤングライブニッポンLF+RミュージックTV』と改められた。詳しくはそちらも参考にされたい。
なお、CSでの放送は2001年4月よりフジテレビ739からフジテレビ721へ移行している。また当時、さほど売れていない頃の青木さやかが出演していた（当時青木はBSフジのCMに出演中であった）。

## 出演者

### 月曜日
- 吉田尚記（ニッポン放送アナウンサー）
- 黒石えりか

### 火曜日
- DJ.NINJA - 山本元気（現：山本剛士）（ニッポン放送アナウンサー）
- 神戸みゆき

### 水曜日
- カズミ - 山岡和美（元・ニッポン放送アナウンサー）
- 安藤盟

### 木曜日
- 宮内大（劇団スーパー・エキセントリック・シアター）※ニッポン放送と三宅裕司との繋がりがある

### 金曜日
- 山本麻祐子（ニッポン放送アナウンサー・2006年4月にフジテレビジョンに転籍）
- 須川華奈子

### LF+Rウオッチャー（今夜のニッポン放送LF+Rの番組紹介）
- 松田大輔
- 青木さやか